# Stephen Curry
Stephen Curry, właśc. Wardell Stephen Curry II (ur. 14 marca 1988 w Akron) – amerykański koszykarz, występujący na pozycji rozgrywającego, reprezentant kraju, obecnie zawodnik Golden State Warriors. Czterokrotny mistrz NBA z Warriors. Dwukrotny MVP ligi w sezonach 2014/15 i 2015/16. Dwukrotny mistrz świata z 2010 i 2014 oraz mistrz olimpijski z 2024.
Jest synem byłego zawodnika NBA, Della Curry’ego. Jego młodszy brat Seth również jest koszykarzem grającym w NBA. Curry jako pierwszy koszykarz w dziejach ligi NBA zarobił za sezon najpierw 40 mln dol., a potem 50 milionów.

## College
Przed rozpoczęciem kariery w NBA przez 3 sezony występował na parkietach NCAA w barwach Wildcats z Davidson College. W najbardziej udanym, ostatnim sezonie – 2008/09, był ze średnią 28.6 punktów na mecz liderem zdobyczy punktowych w uniwersyteckich rozgrywkach, znalazł się też w pierwszych piątkach wybieranych przez The Sporting News, Associated Press, NABC (stowarzyszenie trenerów), USBWA (stowarzyszenie dziennikarzy). Dwukrotnie został wybrany też graczem roku swojej konferencji (Southern Conference Player of the Year). Poprawił wiele rekordów własnej uczelni, m.in. pod względem sumy zdobytych punktów (także rekord konferencji), trafionych rzutów za 3, rzutów osobistych, gier z przekroczeniem 30 i 40 zdobytych przez zawodnika punktów. Ustanowił też rekord NCAA w liczbie trafionych rzutów za 3 punkty (162) w pojedynczym sezonie (2008).

## NBA
W 2009 został wybrany w pierwszej rundzie draftu z numerem 7 przez Golden State Warriors.
W sezonie 2009/10 ustanowił rekord sezonu zasadniczego NBA, trafiając 166 celnych rzutów za 3 punkty, jako debiutant. Wynik ten został poprawiony trzy lata później przez Damiana Lillarda. Na koniec sezonu 2009/2010 zajął drugie miejsce w głosowaniu na debiutanta roku.
19 lutego 2011 podczas All Star Weekend Curry zwyciężył w Skills Challenge.
W sezonie 2012/13 ustanowił nowy rekord NBA w liczbie celnych rzutów za 3 punkty, trafiając ich 272 w trakcie pojedynczych rozgrywek. Rekord ten najpierw poprawił na 276 w sezonie 2014/2015 w meczu sezonu zasadniczego przeciwko drużynie Portland Trail Blazers by ostatecznie zakończyć zmagania na liczbie 286.
4 czerwca 2014 został wybrany do drugiej piątki All-NBA Team za sezon 2013/14.
Zwyciężył w konkursie Three-Point Shootout podczas Weekendu Gwiazd 2015, 2021.
Został wybrany MVP ligi za sezon 2014/15. W głosowaniu zgromadził 1198 punktów i wyprzedził Jamesa Hardena z Houston Rockets (25 pierwszych miejsc – 936 pkt), czterokrotnego triumfatora LeBrona Jamesa z Cleveland Cavaliers (pięć razy na pierwszym miejscu – 552), Russella Westbrooka z Oklahoma City Thunder (352) oraz Anthony’ego Davisa z New Orleans Pelicans (203).
25 lutego 2016 w meczu z Orlando Magic zdobył 51 punktów, 7 zbiórek i 8 asyst, dziesięciokrotnie trafiając za trzy punkty. Tym samym pobił rekord NBA Kyle’a Korvera w liczbie meczów z rzędu z przynajmniej jednym celnym rzutem trzypunktowym. W następnym meczu, 27 lutego, w wygranym po dogrywce meczu z Oklahoma City Thunder trafił 12 rzutów za trzy punkty, czym wyrównał rekord NBA Kobe Bryanta i Donyella Marshalla. Pobił przy tym własny, ustanowiony w poprzednim sezonie, rekord NBA pod względem liczby celnych rzutów trzypunktowych na przestrzeni całych rozgrywek. Jego rzut na 0,6 sekundy do końca dogrywki ustanowił wynik na 121–118 i dał Warriors zwycięstwo.
14 kwietnia 2016 w meczu kończącym sezon zasadniczy przeciwko Memphis Grizzlies został pierwszym zawodnikiem w historii NBA, który osiągnął pułap 400 celnych rzutów za 3. Sezon zakończył z wynikiem 402 celnych rzutów z dystansu.
10 maja 2016 drugi raz z rzędu został MVP sezonu regularnego. Był to pierwszy w historii NBA przypadek, gdy tytuł MVP przyznano jednomyślnie.
15 grudnia 2021, w meczu przeciwko New York Knicks, pobił o 4 rzuty rekord NBA 2973 rzutów za 3 punkty, należący Raya Allena. Podczas meczu gwiazd NBA 2022 ustanowił rekordy tego spotkania, notując najwięcej celnych rzutów za 3 punkty w jednej kwarcie (6), w jednej połowie (8) oraz całym spotkaniu (16).

## Osiągnięcia

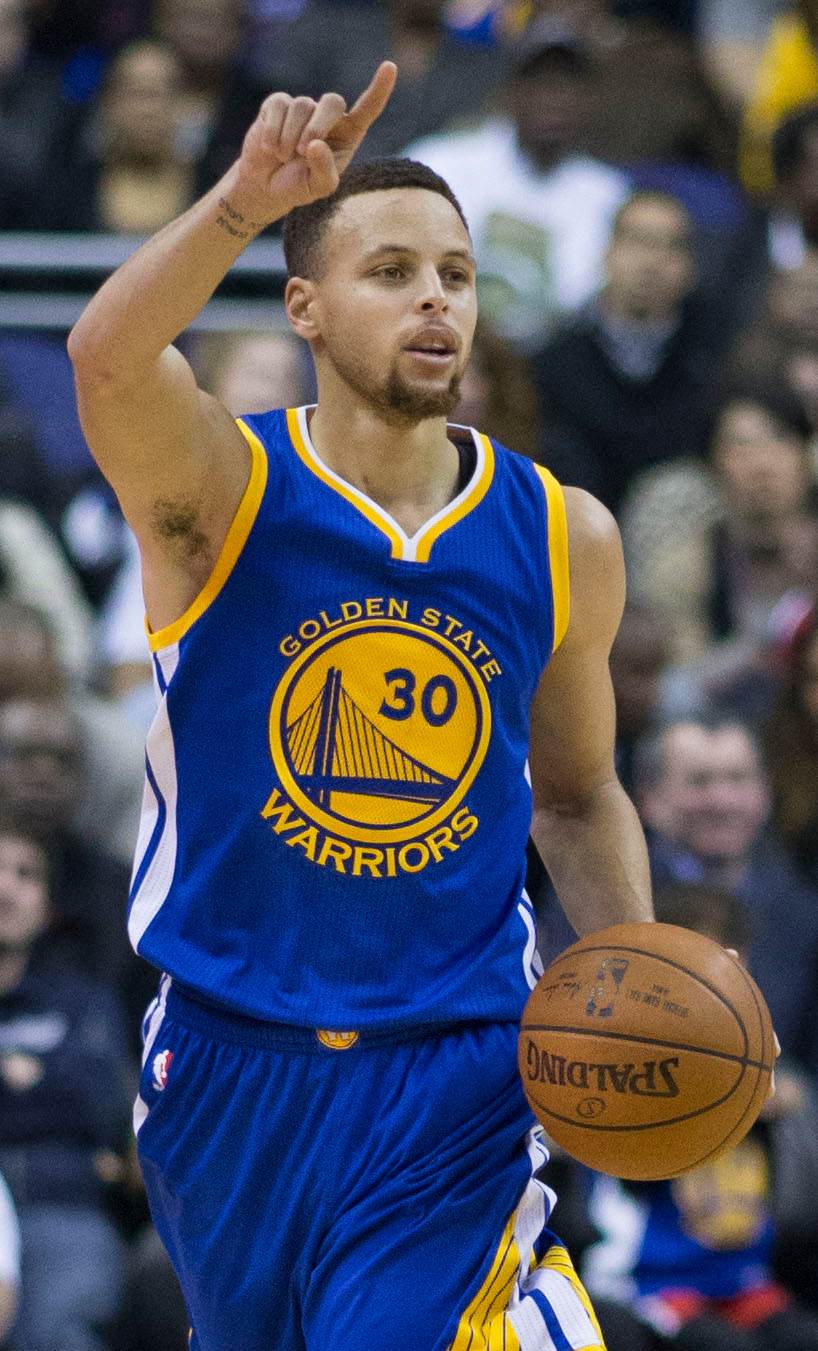
Curry w 2016 roku

Stan na 12 sierpnia 2024, na podstawie, o ile nie zaznaczono inaczej.

### NCAA
- Uczestnik:
  - rozgrywek Elite Eight turnieju NCAA (2008)
  - turnieju NCAA (2007, 2008)
- Mistrz:
  - turnieju konferencji Southern (SoCon – 2007, 2008)
  - sezonu regularnego SoCon (2007–2009)
- 2-krotny zawodnik roku konferencji SoCon (2008–2009)[18]
- NCAA Tournament Midwest Regional Most Outstanding Player (2008)
- Southern Conference Freshman of the Year (2007)
- 2-krotny MVP turnieju konferencji Southern (2007, 2008)
- Zaliczony do:
  - I składu:
    - All-American (2009)
    - konferencji Southern (2007–2009)
    - turnieju konferencji Southern (2007–2009)

  - II składu All-American (2008)
- Lider strzelców NCAA Division I (2009)[19]
- Rekordzista NCAA w liczbie celnych rzutów za 3 punkty (162), uzyskanych w trakcie pojedynczego sezonu (2008)

### NBA
- Mistrz NBA (2015, 2017, 2018, 2022)[20][21]
- Wicemistrz NBA (2016, 2019)[22]
- MVP:
  - sezonu zasadniczego (2015, 2016)[13][23]
  - finałów:
    - NBA (2022)[24]
    - konferencji zachodniej (2022)

  - meczu gwiazd NBA (2022)[15]
  - miesiąca Konferencji Zachodniej (kwiecień 2013, listopad 2014 i 2015, luty 2016)
  - tygodnia Konferencji Zachodniej (10.11.2014, 30.03.2015, 2.11.2015, 23.11.2015, 7.12.2015, 29.02.2016, 14.03.2016)
- Zwycięzca konkursu:
  - Skills Challenge (2011)
  - rzutów za 3 punkty organizowanego podczas NBA All-Star Weekend (2015, 2021)[25][26]
  - 3-Point Challenge (2024)[27]
- Laureat nagrody NBA Sportsmanship Award (2011)[28]
- Uczestnik:
  - meczu gwiazd NBA (2014–2019[29], 2021[30], 2022[15], 2023[a], 2024[32])
  - NBA Rookie Challenge (2010, 2011)
  - konkursu rzutów za 3 punkty NBA (2010, 2013–2016, 2019, 2021)
- Zaliczony do:
  - I składu:
    - All-NBA (2015[33], 2016, 2019[34], 2021[35])
    - debiutantów NBA (2010)[36]

  - II składu All-NBA (2014, 2017, 2022, 2023)
  - III składu NBA (2018[37], 2024[38])
  - składu najlepszych zawodników w historii NBA, wybranego z okazji obchodów 75-lecia istnienia ligi (2021)[39]
- Debiutant miesiąca (styczeń 2010, marzec 2010, kwiecień 2010)
- Lider:
  - sezonu regularnego w:
    - średniej zdobytych punktów (2016, 2021)[40]
    - średniej przechwytów (2016)
    - skuteczności rzutów wolnych (2011, 2015, 2016, 2018)

  - play-off w liczbie celnych rzutów za 3 punkty (2015, 2017)[41]

### Reprezentacja
- Mistrz:
  - świata (2010, 2014)
  - olimpijski (2024)[42]
- Wicemistrz świata U–19 (2007)
- Zaliczony do I składu turnieju koszykarskiego Igrzysk Olimpijskich (2024)[43]
- Współlider igrzysk olimpijskich w skutecznosci rzutów wolnych (2024 – 100%)[44]

### Starty w playoffs
| Sezon     | Drużyna  | Konferencja | NBA        | Runda Playoffs       | Wynik           | Mistrz                |
| --------- | -------- | ----------- | ---------- | -------------------- | --------------- | --------------------- |
| 2009/2010 | Warriors | 13 miejsce  | 27 miejsce | nie awansował        | nie awansował   | Los Angeles Lakers    |
| 2010/2011 | Warriors | 12 miejsce  | 20 miejsce | nie awansował        | nie awansował   | Dallas Mavericks      |
| 2011/2012 | Warriors | 13 miejsce  | 24 miejsce | nie awansował        | nie awansował   | Miami Heat            |
| 2012/2013 | Warriors | 6 miejsce   | 10 miejsce | półfinał konferencji | 2-4 z Spurs     | Miami Heat            |
| 2013/2014 | Warriors | 6 miejsce   | 8 miejsce  | 1. runda             | 3-4 z Clippers  | San Antonio Spurs     |
| 2014/2015 | Warriors | 1 miejsce   | 1 miejsce  | finał                | 4-2 z Cavaliers | Golden State Warriors |
| 2015/2016 | Warriors | 1 miejsce   | 1 miejsce  | finał                | 3-4 z Cavaliers | Cleveland Cavaliers   |
| 2016/2017 | Warriors | 1 miejsce   | 1 miejsce  | finał                | 4-1 z Cavaliers | Golden State Warriors |
| 2017/2018 | Warriors | 2 miejsce   | 3 miejsce  | finał                | 4-0 z Cavaliers | Golden State Warriors |
| 2018/2019 | Warriors | 1 miejsce   | 2 miejsce  | finał                | 2-4 z Toronto   | Toronto Raptors       |
| 2019/2020 | Warriors | 15 miejsce  | 30 miejsce | nie awansował        | nie awansował   | Los Angeles Lakers    |
| 2020/2021 | Warriors | 8 miejsce   | 14 miejsce | nie awansował        | nie awansował   | Milwaukee Bucks       |
| 2021/2022 | Warriors | 3 miejsce   | 1 miejsce  | finał                | 4-2 Boston      | Golden State Warriors |
| 2022/2023 | Warriors | 6 miejsce   | 11 miejsce | półfinał konferencji | 2-4 z Lakers    | Denver Nuggets        |
| 2023/2024 | Warriors | 10 miejsce  | 15 miejsce | nie awansował        | nie awansował   | Boston Celtics        |

## Rekordy
Stan na 13 listopada 2016

### NBA
- Rekordzista NBA w liczbie:
  - celnych (402) i oddanych (886) rzutów za 3 punkty w trakcie pojedynczego sezonu (2015/16)[45][46]
  - kolejnych spotkań (157) z co najmniej jednym celnym rzutem za 3 punkty
  - celnych rzutów za 3 punkty (98), uzyskanych podczas fazy play-off NBA (2015)[41]
- Zawodnik, który najszybciej w historii NBA uzyskał 1000 celnych rzutów za 3 punkty (369 gier). Poprzedni rekord należał do Dennisa Scotta (457 gier)[47].

### Rekordy kariery w NBA

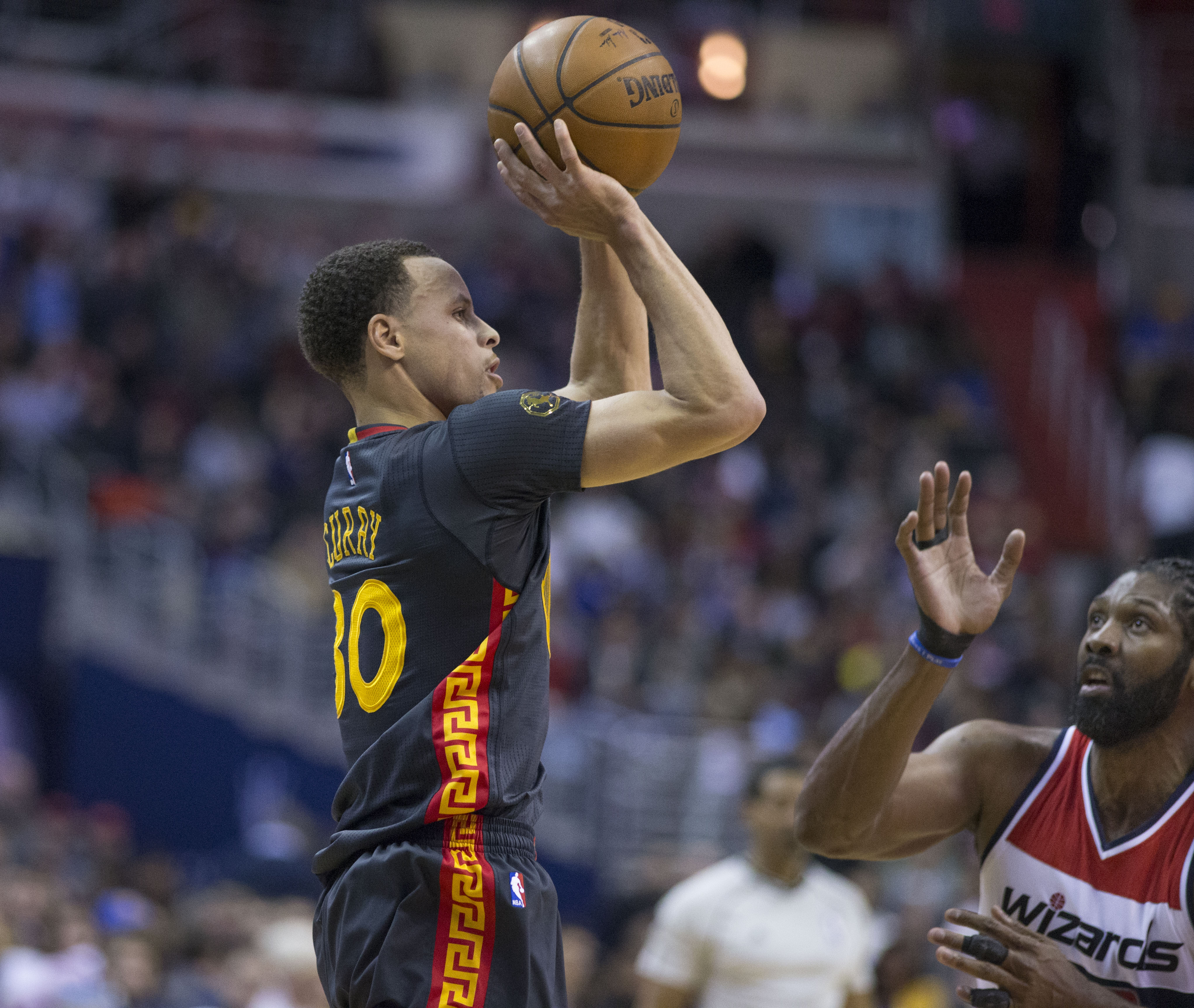
Curry oddający rzut

| Statystyka                                        | Data            | Przeciwko              |
| ------------------------------------------------- | --------------- | ---------------------- |
| Punkty: 62                                        | 3 stycznia 2021 | Portland Trail Blazers |
| Zbiórki: 14                                       | 28 grudnia 2015 | Sacramento Kings       |
| Asysty: 16                                        | 2 razy          | —                      |
| Bloki: 2                                          | 25 razy         | —                      |
| Przechwyty: 7                                     | 2 razy          | —                      |
| Stan na 18 listopada 2019. Na podstawie: nba.com. |                 |                        |

## Statystyki
Na podstawie Basketball-Reference.com (ang.), stan na koniec sezonu 2023/24

### Sezon regularny
| Sezon   | Drużyna      | M   | S5  | MPG  | FG%   | 3P%   | FT%   | RPG | APG | SPG | BPG | PPG  |
| ------- | ------------ | --- | --- | ---- | ----- | ----- | ----- | --- | --- | --- | --- | ---- |
| 2009/10 | Golden State | 80  | 77  | 36,2 | 46,2% | 43,7% | 88,5% | 4,5 | 5,9 | 1,9 | 0,2 | 17,5 |
| 2010/11 | Golden State | 74  | 74  | 33,6 | 48,0% | 44,2% | 93,4% | 3,9 | 5,8 | 1,5 | 0,3 | 18,6 |
| 2011/12 | Golden State | 26  | 23  | 28,2 | 49,0% | 45,5% | 80,9% | 3,4 | 5,3 | 1,5 | 0,3 | 14,7 |
| 2012/13 | Golden State | 78  | 78  | 38,2 | 45,1% | 45,3% | 90,0% | 4,0 | 6,9 | 1,6 | 0,2 | 22,9 |
| 2013/14 | Golden State | 78  | 78  | 36,5 | 47,1% | 42,4% | 88,5% | 4,3 | 8,5 | 1,6 | 0,2 | 24,0 |
| 2014/15 | Golden State | 80  | 80  | 32,7 | 48,7% | 44,3% | 91,4% | 4,3 | 7,7 | 2,0 | 0,2 | 23,8 |
| 2015/16 | Golden State | 79  | 79  | 34,2 | 50,4% | 45,4% | 90,8% | 5,4 | 6,7 | 2,1 | 0,2 | 30,1 |
| 2016/17 | Golden State | 79  | 79  | 33,4 | 46,8% | 41,1% | 89,8% | 4,5 | 6,6 | 1,8 | 0,2 | 25,3 |
| 2017/18 | Golden State | 51  | 51  | 32,0 | 49,5% | 42,3% | 92,1% | 5,1 | 6,1 | 1,6 | 0,2 | 26,4 |
| 2018/19 | Golden State | 69  | 69  | 33,8 | 47,2% | 43,7% | 91,6% | 5,3 | 5,2 | 1,3 | 0,4 | 27,3 |
| 2019/20 | Golden State | 5   | 5   | 27,8 | 40,2% | 24,5% | 100%  | 5,2 | 6,6 | 1,0 | 0,4 | 20,8 |
| 2020/21 | Golden State | 63  | 63  | 34,2 | 48,2% | 42,1% | 91,6% | 5,5 | 5,8 | 1,2 | 0,1 | 32,0 |
| 2021/22 | Golden State | 64  | 64  | 34,5 | 43,7% | 38,0% | 92,3% | 5,2 | 6,3 | 1,3 | 0,4 | 25,5 |
| 2022/23 | Golden State | 56  | 56  | 34,7 | 49,3% | 42,7% | 91,5% | 6,1 | 6,3 | 0,9 | 0,4 | 29,4 |
| 2023/24 | Golden State | 74  | 74  | 32,7 | 45,0% | 40,8% | 92,3% | 4,5 | 5,1 | 0,7 | 0,4 | 26,4 |
| Razem   |              | 956 | 950 | 34,2 | 47,3% | 42,6% | 91,0% | 4,7 | 6,4 | 1,5 | 0,2 | 24,8 |

### Play-offy
| Sezon | Drużyna      | M   | S5  | MPG  | FG%   | 3P%   | FT%   | RPG | APG | SPG | BPG | PPG  |
| ----- | ------------ | --- | --- | ---- | ----- | ----- | ----- | --- | --- | --- | --- | ---- |
| 2013  | Golden State | 12  | 12  | 41,4 | 43,4% | 39,6% | 92,1% | 3,8 | 8,1 | 1,7 | 0,2 | 23,4 |
| 2014  | Golden State | 7   | 7   | 42,3 | 44,0% | 38,6% | 88,1% | 3,6 | 8,4 | 1,7 | 0,1 | 23,0 |
| 2015  | Golden State | 21  | 21  | 39,3 | 45,6% | 42,2% | 83,5% | 5,0 | 6,4 | 1,9 | 0,1 | 28,3 |
| 2016  | Golden State | 18  | 17  | 34,1 | 43,8% | 40,4% | 91,6% | 5,5 | 5,2 | 1,4 | 0,3 | 25,1 |
| 2017  | Golden State | 17  | 17  | 35,4 | 48,4% | 41,9% | 90,4% | 6,2 | 6,7 | 2,0 | 0,2 | 28,1 |
| 2018  | Golden State | 15  | 14  | 37,0 | 45,1% | 39,5% | 95,7% | 6,1 | 5,4 | 1,7 | 0,7 | 25,5 |
| 2019  | Golden State | 22  | 22  | 38,5 | 44,1% | 37,7% | 94,3% | 6,0 | 5,7 | 1,1 | 0,2 | 28,2 |
| 2022  | Golden State | 22  | 18  | 34,7 | 45,9% | 39,7% | 82,9% | 5,2 | 5,9 | 1,3 | 0,4 | 27,4 |
| 2023  | Golden State | 13  | 13  | 37,9 | 46,6% | 36,3% | 84,5% | 5,2 | 6,1 | 1,0 | 0,5 | 30,5 |
| Razem |              | 147 | 141 | 37,4 | 45,3% | 39,7% | 88,9% | 5,3 | 6,2 | 1,5 | 0,3 | 27,0 |